# Attena (Familie)

Das von Graf Rudolf Christian eingeführte Wappen Ostfrieslands mit dem Wappentier der Attena unten links.

Die Attena waren ein mächtiges ostfriesisches Häuptlingsgeschlecht. Ihr Wappen, der rechtsaufgerichtete, rot bewehrte schwarze Bär mit goldenem Halsband auf goldenem Grund ist bis heute Teil des Wappens von Ostfriesland.

## Geschichte
Es ist unklar, ob die Ursprünge des Geschlechtes in Norden oder Dornum liegen. Eine Trennung der beiden Linien muss aber bereits im 13. Jahrhundert erfolgt sein.
Möglicherweise gelangten die Attena durch Heirat mit einer Tochter des Hauses Idzinga nach Norden. Hylo Attena war der erste, der zur Zeit der Friesischen Freiheit im Norderland ein Amt bekleidete. Er besetzte mit Martin Syertza (Cirksena) von Berum die Dominikanerkirche zu Norden und befestigte diese. 1367 wurde er gemeinsam mit Evenardus  Ytzengha und Martin Syertza  als „advocati terre Nordensis“ genannt.
Gegen Ende des 14. Jahrhunderts verfiel die Konsularverfassung der Friesischen Freiheit immer mehr. Diese Situation machten sich einige einflussreiche Familien zu Nutze und schufen ein Herrschaftssystem, in dem sie als Häuptlinge (hovedlinge, auch capitales) die Macht über mehr oder weniger weite Gebiete gewannen. Im Norderland waren es die Cirksena und die Attena, die nach der Macht strebten. Martin Syertza und Hylo Attena beseitigten die Konsularverfassung in der Region und tauchten erstmals im Jahre 1367 als Capitales in den Urkunden auf. Hylo war es wohl auch, der an der heutigen Osterstraße in Norden ein Steinhaus errichtete, die Keimzelle der späteren Ennenburg war. Wegen der Verflechtungen des Geschlechts zu den Vitalienbrüder zerstörten die Hamburger gemeinsam mit ihrem Verbündeten Keno II. tom Brok die Burg im Jahre 1408 und vertrieben die Attena aus Norden. Sie konnten erst als Anführer des Kampfes gegen Focko Ukena zurückkehren, der die Nachfolge der tom Brok angetreten hatte und nach der Macht in Ostfriesland strebte.

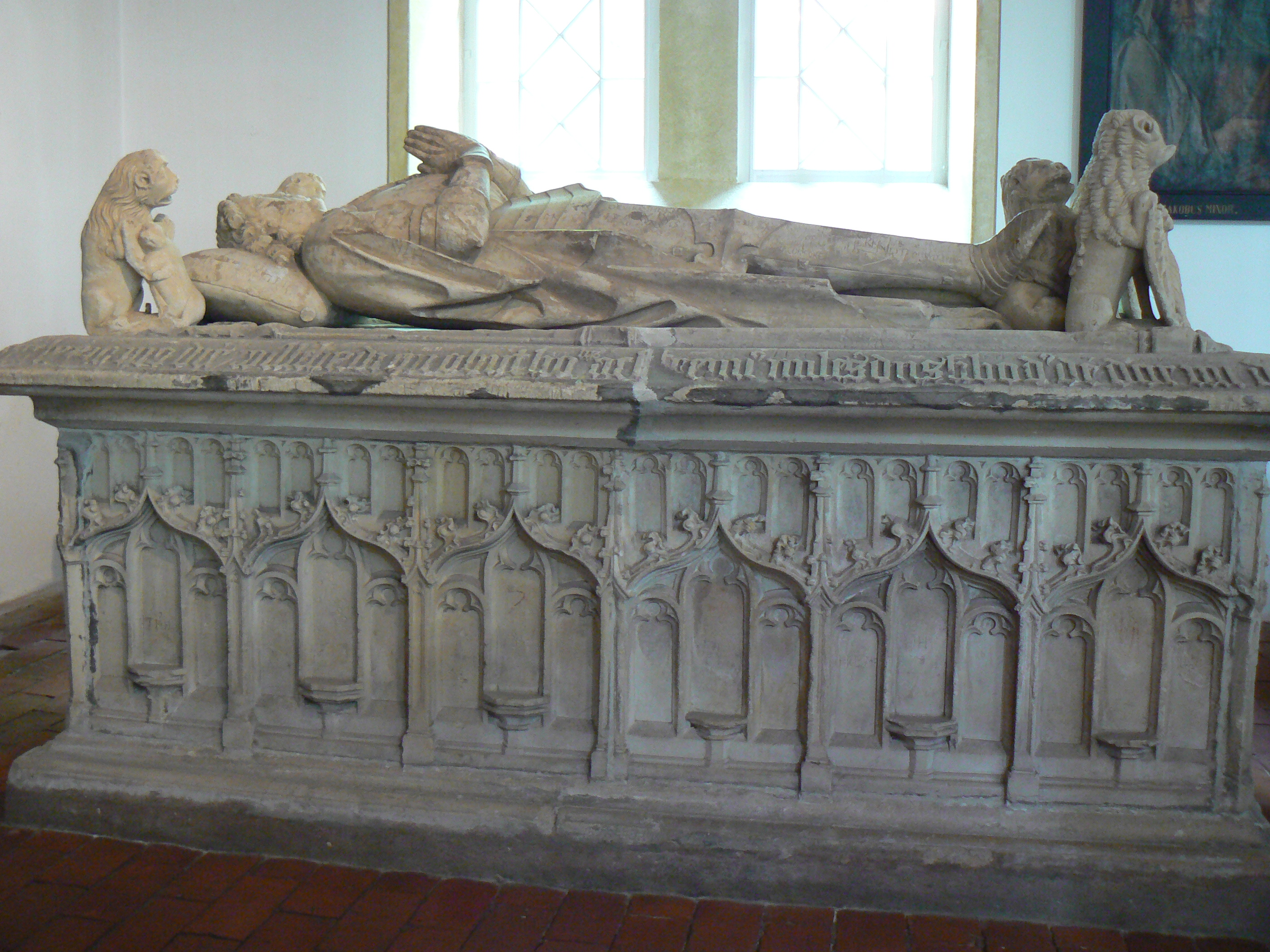
Sarkophag von Sibet Attena in der St.-Magnus-Kirche in Esens

In Dornum werden die Attena als Nachkommen von Hero Eylwerdessen (Olde Hero) angesehen. Es war der ostfriesische Chronist Ubbo Emmius, der ihn im 17. Jahrhundert erstmals Hero Attena nannte. Die Dornumer Häuptlinge haben sich selbst nicht als Attena bezeichnet. Zu ihrem Eigentum in Dornum gehörte die Westerburg, deren Besitz mit der Häuptlingsmacht über den Ort verbunden war. Die Norderburg gehörte vermutlich zunächst einem anderen Geschlecht und gelangte wohl über Heirat an die Attena. Ähnlich könnte auch die Burg Nesse in den Besitz des Geschlechtes gelangt sein. Sie war wahrscheinlich Besitz der tom Brok und wurde von diesen als Mitgift für Ocka tom Brok an die Lütet Attena übertragen, der mit ihr verheiratet war. Aus dieser Verbindung ging die Tochter Hebe hervor. Sie erbte die Burg in Nesse und war mit Uko, dem Sohn Focko Ukenas verheiratet. Sie waren die Eltern der späteren Gräfin Theda. Eine andere Tochter, Etta, war mit Maurits aus dem Geschlecht der Kankena von Wittmund verheiratet, in deren Besitz die Norderburg überging.
Durch ihre geschickte Familienpolitik blieben die Attena eines der angesehensten Geschlechter Ostfrieslands. So heiratete Sibet von Dornum (olde Sibet) († 1433) Frouwa von Manslagt, eine Tochter von Enno Cirksena. Aus dieser Verbindung ging Sibet Attena hervor, der seit 1455 Häuptling zu Esens, Stedesdorf und Wittmund war und damit das Harlingerland als Herrschaftsterritorium schuf. Er war der Vater von Hero Omken, seinem Nachfolger als Häuptling im Harlingerland sowie Ulrichs von Dornum, der mit dem von ihm initiierten Oldersumer Religionsgespräch maßgeblich zur weiten Verbreitung und zur schnellen Durchsetzung der Reformation in Ostfriesland beigetragen hat. Der Sohn Hero Omkens, Balthasar von Esens, war der letzte Häuptling aus dem Geschlecht der Attena. Nach seinem Tod fiel das Harlingerland an die Grafschaft Rietberg.